# Magda Rurac
Magda Rurac (Oradea, 11 luglio 1918 – New York, 9 maggio 1995) è stata una tennista romena.

## Biografia
Nata come Madgalena Berescu si è sposata con il collega Vinicius Rurac nel 1940 e ha iniziato a competere con il cognome da coniugata. Entrambi decisero di defezionare dal regime comunista del paese d'origine trasferendosi negli Stati Uniti.

## Carriera
Ha raggiunto più volte i quarti di finale nei tornei dello Slam ottenendo scalpi importanti nel suo percorso quali la statunitense Doris Hart (Roland Garros 1947), Pat Todd (U.S. National Championships 1951) e Shirley Fry (U.S. National Championships 1947) mentre nel doppio femminile è riuscita ad avanzare fino alla semifinale del Roland Garros 1947 insieme alla polacca Jadwiga Jędrzejowska.
Al di fuori dei Major vanta il successo negli Internazionali di Monte Carlo 1947, eliminando tra le altre Pauline Betz in semifinale, e ha giocato tre finali consecutive a Cincinnati dal 1949 al 1951 vincendo la prima.